# Letheobia newtoni
Espèce
Synonymes
- Typhlops newtoni Bocage, 1890
- Rhinotyphlops newtoni (Bocage, 1890)
- Typhlops naveli Angel, 1920

Letheobia newtoni est une espèce de serpents de la famille des Typhlopidae. 

## Répartition
Cette espèce est endémique de l'île de São Tomé à Sao Tomé-et-Principe.
Sa présence est incertaine sur l'île de Principe.

## Étymologie
Son nom d'espèce lui a été donné en l'honneur de Francisco Xavier Oakley de Aguiar Newton (1864-1909) qui a collecté l'holotype,..

## Publication originale
- Bocage, 1890 : Sur une espèce nouvelle à ajouter à la faune erpètologique de St. Thomé et Rolas. Jornal de Sciências, Mathemáticas, Physicas e Naturaes, sér. 2, vol. 2, p. 61 (texte intégral).